# Better Be Good to Me
«Better Be Good to Me» (с англ. — «Лучше будь добр ко мне») — песня, написанная Никки Чинном, Майком Чепменом. Первыми исполнителями песни стали группа Spider в 1981 году, участница которой, Холли Найт, также поучаствовала в написании песни.
В 1984 году песню записала для своего пятого студийного альбома Private Dancer Тина Тёрнер. Песня в исполнении певицы стала большим хитом в США, заняв пятую строчку в чарте Billboard Hot 100 и шестое место в чарте R&B/Hip-Hop. В 1985 году песня получила премию «Грэмми» в категории «Лучшее женское вокальное рок-исполнение».

## Чарты

### Еженедельные чарты
| Чарт (1984-85)                        | Пиковая позиция |
| ------------------------------------- | --------------- |
| Австралия (Kent Music Report)         | 28              |
| Бельгия/Фландрия (Ultratop 50)        | 33              |
| Канада (RPM Top Singles)              | 6               |
| Германия (Official German Charts)     | 52              |
| Ирландия (IRMA)                       | 21              |
| Нидерланды (Single Top 100)           | 22              |
| Новая Зеландия (Recorded Music NZ)    | 22              |
| Великобритания (OCC UK Singles)       | 45              |
| США (Billboard Hot 100)               | 5               |
| США (Billboard Hot Dance Club Songs)  | 16              |
| США (Billboard Hot R&B/Hip-Hop Songs) | 6               |
| США (Billboard Mainstream Rock)       | 32              |

### Годовые чарты
| Чарт (1984)             | Позиция |
| ----------------------- | ------- |
| Канада (RPM)            | 59      |
| Чарт (1985)             | Позиция |
| США (Billboard Hot 100) | 59      |

## Сертификации и продажи
| Регион                                                      | Сертификация | Продажи |
| ----------------------------------------------------------- | ------------ | ------- |
| Канада (Music Canada)                                       | Золотой      | 50 000^ |
| ^ Данные о тиражах приведены только на основе сертификации. |              |         |

## Использование в медиа
- Песня была включена в саундтрек к сериалу «Полиция Майами».